# Flora González López
Flora González López (Andújar, Jaén; 14 de junio de 1985) es una periodista y presentadora española. Actualmente trabaja como presentadora del espacio El Tiempo en Mediaset, en Cuatro y Telecinco, sumado a diferentes proyectos como presentadora, conductora de eventos y jornadas especializadas.

## Biografía
Flora González López, más conocida como Flora González, nació y creció en Andújar (Jaén). Es hija de Andrés González, que creció y se educó en Francia donde trabajó como modelo en su juventud, y de Francisca López, modista en Andújar (Jaén). Tiene dos hermanas, Natalia (1989) y Andrea (1997). 
A los 15 años ya tenía decidido a lo que se quería dedicar. Comenzó aprendiendo su profesión en Radio Andújar (Cadena Ser), donde adquirió grandes conocimientos antes de comenzar su carrera. Estudió en su pueblo natal hasta los 18 años de edad. 
En el año 2003 se trasladó a Sevilla para iniciar sus estudios de periodismo en la Universidad de Sevilla. También realizó una FPO de 'Periodismo ENG' adquiriendo conocimientos prácticos sobre reporterismo y edición de vídeo. Una vez licenciada por la Universidad de Sevilla en la Licenciatura de Periodismo (2008), se muda a Madrid para realizar el máster en Comunicación de Moda y Belleza en la Universidad San Pablo-CEU (2009–2010). Al terminar estos estudios decide comenzar el Grado en Historia del Arte (Crítica de arte y conservación del patrimonio artístico) en la Universidad Nacional de Educación a Distancia (U.N.E.D) aunque aún no los ha finalizado.
Inicia su primer trabajo profesional (enero de 2010) en Yo Dona, el suplemento del periódico El Mundo en el Departamento de edición y cierre (corrección de artículos, aplicación del estilo editorial y redacción).
En mayo de 2010 es contratada en la revista GQ España, allí como redactora de artículos de estilo de vida, planes, gastronomía, coctelería, decoración, motor, tecnología y/o belleza (tendencias relacionadas con el mundo de la moda y los accesorios masculinos, entrevistas a personajes públicos tales como actores, diseñadores, arquitectos...) 
Tras nueve meses en esta revista masculina, arranca como redactora en la revista Vogue en la que estará cuatro años y seis meses (suplementos: Vogue Novias, Vogue Niños, Vogue Joyas, Vogue Colecciones, Vogue Gourmet, Vogue Business y Vogue Accesorios). En 2012, se incorpora al equipo de Vogue.es hasta junio de 2015. 
Desde junio de 2015 hasta el septiembre de 2017 fue responsable de los contenidos de moda, belleza y estilo de vida en el canal de televisión de Movistar+, Non Stop People (España). Además de numerosas intervenciones diarias en los diferentes programas de entretenimiento y cultura del canal, presentó un programa de moda semanal.
En septiembre de 2015, fue incorporada al grupo Mediaset España como presentadora del espacio sobre la previsión meteorológica de Informativos Telecinco, Noticias Cuatro, con apariciones y colaboraciones en programas como El programa de Ana Rosa, Viva la vida, Cuatro al día y otros espacios de ambas cadenas.
En septiembre de 2016 presentó las ediciones masculina y femenina de la pasarela madrileña MFShow. En noviembre de 2016 presenta el II encuentro sobre moda sostenible y reciclaje en el Museo del Traje de Madrid. También ha presentado varias ediciones de la semana de la moda de Madrid MBFWMadrid.
En 2020, presentó para EE. UU. y Latinoamérica la ceremonia previa a la gala de los Premios Goya para Hola TV (directo que se puede ver en las plataformas digitales de Hola.com).
Su presencia en redes sociales la convierte en una de las prescriptoras de moda, estilo de vida y viajes más reconocidas del panorama, asistiendo a los principales eventos sociales y culturales.

## Premios
Premio Mayo Vecinal de Andújar (2016).
Premio Andalucía Joven (2016)
Premio Triángulo de la Moda (2021).
Premio Mujer Única concedido por el Diario Jaén (2022).